# Гаи-Детковецкие
Гаи-Детковецкие (укр. Гаї-Дітковецькі) — село в Бродовской городской общине Золочевского района Львовской области Украины.
Население по переписи 2001 года составляло 533 человека. Занимает площадь 2,413 км². Почтовый индекс — 80650. Телефонный код — 3266.

## Известные уроженцы
- Лящук, Дмитрий-Марьян Несторович (род.1934) — украинский геофизик.